# إلين تشرشل سيمبل
إلين تشرشل سيمبل (بالإنجليزية: Ellen Churchill Semple)‏ (9 يناير، 1863 – 8 مايو 1932)، هي جغرافية أمريكية وأول رئيسة لجمعية الجغرافيين الأمريكيين. ساهمت بشكل كبير في التطور الأولي لمنهج الجغرافيا في الولايات المتحدة، وعلى وجه التحديد في دراسات الجغرافيا البشرية. ارتبطت بشكل وثيق بالعمل في الجغرافيا البشرية وحماية البيئة والنقاش حول «الحتمية البيئية».

## أول فترة من حياتها
وُلدت سيمبل في لويفيل، كنتاكي، وكانت أصغر خمسة أطفال لأليكساندر بونر سيمبل وإيميرين برايس.

## التعليم
أشرفت والدة سيمبل، إيميرين سيمبل، على المرحلة الأولى من تعليمها، بالإضافة إلى المدرسين الخصوصيين. لحقت سيمبل بأختها باتي سيمبل في فاسار، حيث تخرجت طالبة متفوقة وكانت العضو الأصغر في صف الخريجين. تخرجت سيمبل في عام 1882 بدرجة بكالوريوس في التاريخ من كلية فاسار بعمر التاسعة عشرة، واستمرت بدراستها في فاسار لتنال درجة الماجستير في التاريخ عام 1891. أصبحت مهتمة بالجغرافيا خلال زيارتها للندن حيث تعرفت على أعمال فريدريش راتزيل. ذهبت إلى ألمانيا بحثًا عن راتزيل لكي تدرس معه في جامعة ليبزيغ. مُنعت من الالتحاق بالجامعة لكونها امرأة، إلا أنها تمكنت من الحصول على إذن بالدخول إلى محاضرات راتزيل، وكانت المرأة الوحيدة في صف يحوي خمسمئة طالب. تابعت عملها مع راتزيل وقدمت عدة أوراق أكاديمية لمجلات أمريكية وأوروبية إلا أنها لم تمنح أية شهادة.

## مسيرتها المهنية
كانت سيمبل أول امرأة تصبح رئيسة لجمعية الجغرافيين الأمريكيين. كانت سيمبل رائدة في الجغرافيا الأمريكية، وساعدت بتوسيع تركيز المنهج ليتجاوز الأمر الخواص الفيزيائية للأرض، وجذبت الاهتمام إلى الجوانب البشرية للجغرافيا. أثرت مقاربتها الخلاقة ونظرياتها بتطور الجغرافيا البشرية بكونها حقلًا فرعيًا بارزًا، وأثرت بالعلوم الاجتماعية في مختلف الاختصاصات بما يشمل التاريخ والأنثروبولوجيا.
علَّمت سيمبل في جامعة شيكاغو من عام 1906 إلى 1920 إلا أن أول منصب أكاديمي دائم قد عُرض عليها في عام 1922 في جامعة كلارك. كانت أول عضو نسائي في هيئة المدرسين، ودرست الجغرافيا لطلاب الدراسات العليا على مدى العقد المقبل، إلا أن راتبها كان دائمًا أقل بكثير من رواتب زملائها الذكور. حاضرت أيضًا في جامعة أوكسفورد في عام 1912 و1922.
كان كتابها الأول «التاريخ الأمريكي والظروف الجغرافية» في عام 1903 وكتابها الثاني «تأثيرات البيئة الجغرافية» في عام 1911، وتم استخدام الكتابين ضمن المناهج الدراسية لطلاب الجغرافيا والتاريخ في الولايات المتحدة في مطلع القرن العشرين.
كانت سيمبل عضو مؤسس في جمعية الجغرافيين الأمريكيين، وانتخبت أول رئيسة لها في عام 1921، وتبقى سيمبل واحدة من ست نساء فقط ممن شغلن ذاك المنصب منذ تأسيس المنظمة في عام 1904.

## المساهمات النظرية

### الحتمية البيئية والجغرافيا البشرية
كانت سيمبل شخصية أساسية في نظرية الحتمية البيئية بالإضافة إلى إلسوورث هانتينغتون وغريفيث تايلور. تأثرت سيمبل بأعمال تشارلز داروين وألهمها معلمها فريدريك راتزيل، فافترضت نظريًا أن النشاط الإنساني يتحدد بشكل أساسي من العوامل المادية. على الرغم من الانتقاد الكبير الذي يطال الحتمية البيئية اليوم، لكنها قُبلت أكاديميًا على نطاق واسع في أواخر القرن التاسع عشر ومطلع القرن العشرين. ما زال بالإمكان رؤية تاثير سيمبل في أعمال العديد من الجغرافيين المعاصرين بمن فيهم جيرد دايمند.
ومن خلال سلسلة من الكتب والأوراق تمكنت من إيصال جوانب محدد ة من أعمال الجغرافي الألماني فريدرش راتزيل إلى المجتمع الأنغلوفوني. غالبًا ما تنسب الحسابات التأديبية المعيارية إلى سيمبل واهتمامها الطاغي في الحتمية البيئية، وهي نظرية مفادها أن البيئة المادية تحدد الثقافة أكثر من الظروف الاجتماعية، وعلى الرغم من ذلك، ركز عملها لاحقًا على التأثيرات البيئية بدلًا من التأثير الحتمي للبيئة على الثقافة، وهو ما يعكس سخطًا أكاديميًا من الحتمية البيئية بعد الحرب العالمية الأولى.
وفي عملها «تأثيرات البيئة الجغرافية على أساس نظام راتزيل للجغرافيا البشرية» في عام 1911 تصف الأشخاص والمناظر الطبيعية المرتبطة بهم، مقسمةً العالم إلى أنماط بيئية أساسية. تحدد سيمبل أربعة أنواع رئيسية تكون للبيئة المادية فيها: 1) آثار مادية مباشرة (المناخ، الارتفاع)؛ 2) الآثار النفسية (الثقافة، الفن، الدين)؛ التطور الاقتصادي والاجتماعي (الموارد وسبل العيش)؛ حركة الناس (الحواجز الطبيعية والطرق مثل الجبال والأنهار).
يعكس عمل سيمبل أيضًا النقاشات والنزاعات ضمن الجغرافيا والنظرية الاجتماعية عن الحتمية والعرق. في الحقيقة، تتحدى في بعض أعمالها أفكارًا شائعة في زمنها عن تحديد العرق للفوارق الاجتماعية والثقافية، وتفترض أن البيئة كانت عاملًا أكثر أهمية في التطور الثقافي. انتُقدت نظريات سيمبل عن الحتمية البيئية بوصفها تبسيطية للغاية وفي الغالب تكرر نفس المواضيع عن الحتمية العرقية من خلال الطبيعة. على أية حال، أُعيد النظر في عمل سيمبل مؤخرًا بسبب دراسته المبكرة لقضايا هامة في علم البيئة السياسي.
اعتقدت سيمبل أن العرق البشري قد نشأ في المناطق الاستوائية ونضج بالكامل في المناطق المعتدلة الحرارة في العالم. «بقي الإنسان في المناطق الاستوائية –مع استثناءات قليلة– وهناك عانى الحرمان من التطور. أبقته حضانته طفلًا».

### العمل الميداني
أجرت سيمبل العمل الميداني لبحثها في كنتاكي والبحر الأبيض المتوسط، وكان الأمر سلوكًا مبتكرًا غير مألوف في الجغرافيا في ذاك الوقت. ومن 1911 إلى 1912، ذهبت في رحلتها على مدى ثمانية عشر شهرًا وزارت اليابان وكوريا والصين والفلبين وجاوة وسيلان والهند ومصر وفلسطين ولبنان وتركيا بالإضافة إلى أماكن في أوروبا والولايات المتحدة. كان التركيز الأساسي للرحلة هو زيارة اليابان لمدة ثلاثة أشهر وسهل الأمر عليها زميلها في فاسار، أوياما سوتيماتسو، وأدى ذلك إلى تصور إيجابي غير مألوف عن اليابان خلال فترة مشاعر معادية لليابان في الولايات المتحدة. وخلال عملها الميداني، أخذت ملاحظات عن علاقات الإنسان والبيئة والمزايا الثقافية للمناظر الطبيعية، وسجلت ملاحظات مفصلة عن السكن والهياكل وسبل العيش والحياة اليومية.

## المرحلة الأخيرة من حياتها
استمرت سيمبل بتدريس الجغرافيا حتى فارقت الحياة في عام 1932. تُوفيت في ويست بام بيتش في فلورايدا ودُفنت في مقبرة كيف هيل الوطنية في لويزفيل.

## الجوائز والشهرة
في عام 1914 حصلت سيمبل على الميدالية الجغرافية كولوم من الجمعية الجغرافية الأمريكية، وذلك تقديرًا لمساهماتها الهامة في علم الجغرافيا البشرية. كانت رئيسة لجمعية الجغرافيين الأمريكيين (تعرف الآن باسم الجمعية الأمريكية للجغرافيين) منذ عام 1921 وحتى 1922 ومُنحت ميدالية إيلين كولفر الذهبية من الجمعية الجغرافية في شيكاغو تقديرًا لقيادتها في الجغرافيا الأمريكية. سُميت مدرسة سيمبل الابتدائية في مدينة سيمبل في لويزفيل على شرفها.

## أعمالها
- الحضارة في الأعماق حقيقة اقتصادية، في عام 1896.
- تأثير حاجز الآبالاش على التاريخ الاستعماري.
- تطور مدن هانس وعلاقته ببيئتها الجغرافية. المصدر: مجلة الجمعية الجغرافية الأمريكية في نيويورك، المجلد 31، رقم 3(1899)، ص236-255.
- الأنجلوسكسون في جبال كنتاكي: دراسة في علم الجغرافيا البشرية. 1901.
- الأراضي الوعرة في تلدرون. 1902.
- التاريخ الأمريكي وظروفه الجغرافية. 1903.
- قرى الشاطئ الشمالي في سانت لورانس. 1904.
- تأثير ثقب الري على هيلهيد هولز. 1904.
- تأثيرات البيئة الجغرافية: على أساس نظام راتزيل للجغرافيا البشرية. 1911.
- حدود الحاجز في قاع البحر الأبيض المتوسط وخروقاته الشمالية بصفتها عوامل في التاريخ. 1915.
- سواحل القرصنة في البحر الأبيض المتوسط. 1916.
- نصوص أوكرانيا «السلام»: مع خرائط. 1918.
- طريق بيدمونت القديم في شمال بلاد ما بين النهرين. 1919.
- برابرة بالناسك. 1920.
- العوامل الجغرافية في تجارة الحبوب القديمة في البحر الأبيض المتوسط. 1921.
- تأثير الظروف الجغرافية على تربية المواشي في البحر الأبيض المتوسط قديمًا. 1922.
- صخور المعبد في البحر الأبيض المتوسط القديم. 1927.
- الزراعة المتوسطية القديمة. 1929.
- جغرافيا منطقة البحر الأبيض المتوسط: علاقتها بالتاريخ القديم. 1931.

## وصلات خارجية
- إلين تشرشل سيمبل على موقع الموسوعة البريطانية (الإنجليزية)
- مؤلفات إلين تشرشل سيمبل في مشروع غوتنبرغ
- أعمال أو نبذة عن إلين تشرشل سيمبل على أرشيف الإنترنت